# São Paulo FC
São Paulo FC is een Braziliaanse voetbalclub uit de stad São Paulo. De club is opgericht op 25 januari 1930. São Paulo is een van de succesvolste clubs van Brazilië, die diverse nationale en internationale prijzen heeft behaald waaronder driemaal de CONMEBOL Libertadores, tweemaal de Intercontinental Cup en eenmaal de FIFA Club World Cup. Thuisstadion is het Estádio Cícero Pompeu de Toledo, dat ook wel bekendstaat als Morumbi, met een capaciteit van 80.000. De club speelt in de hoogste klasse van de Braziliaanse competitie en is een van de twee clubs die nog nooit gedegradeerd is, naast Flamengo.

## Geschiedenis

### Ontstaan
Op 25 januari 1930 werd São Paulo FC opgericht door voormalige leden van de ter ziele gegane clubs CA Paulistano en AA das Palmeiras, die door de invoering van het profvoetbal verdwenen waren. Onder leiding van trainer Rubens Salles deed de fusieclub het meteen zeer goed en werd in 1931 kampioen en werd ook drie keer vicekampioen. In 1933 werd het een profclub. Door interne strubbelingen ontstonden er financiële problemen. De club fuseerde met Clube de Regatas Tietê en de voetbalafdeling werd op 4 mei 1935 ontbonden.
Na de fusie richtten enkele oud-leden op 4 juni 1935 Club Atlético São Paulo op, dat op 16 december van dat jaar de naam São Paulo FC aannam. In principe is de club die tussen 1930 en 1935 bestond niet dezelfde als de huidige club en deze wordt ook wel bestempeld als São Paulo da Floresta, naar het stadion waarin de club speelde.

### Eerste jaren: Campeonato Paulista

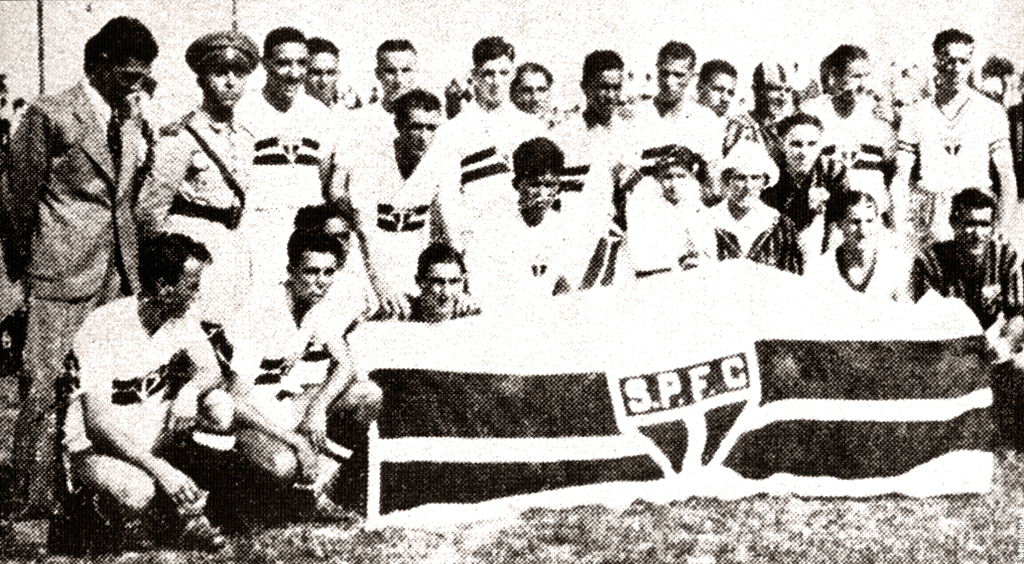
Nieuw elftal van 1936.

De eerste wedstrijd van de club werd op 25 januari 1936 gespeeld tegen Portuguesa Santista. In 1938 fuseerde de club met Estudantes Paulista en bleef dezelfde naam behouden, een van de spelers van Estudantes die bij de fusieclub bleef was doelman Roberto Gomes Pedrosa. Datzelfde jaar had de club ook voor het eerst succes in de competitie met een tweede plaats achter Corinthians. Na twee jaar middenmoot werd de club opnieuw tweede in 1941.

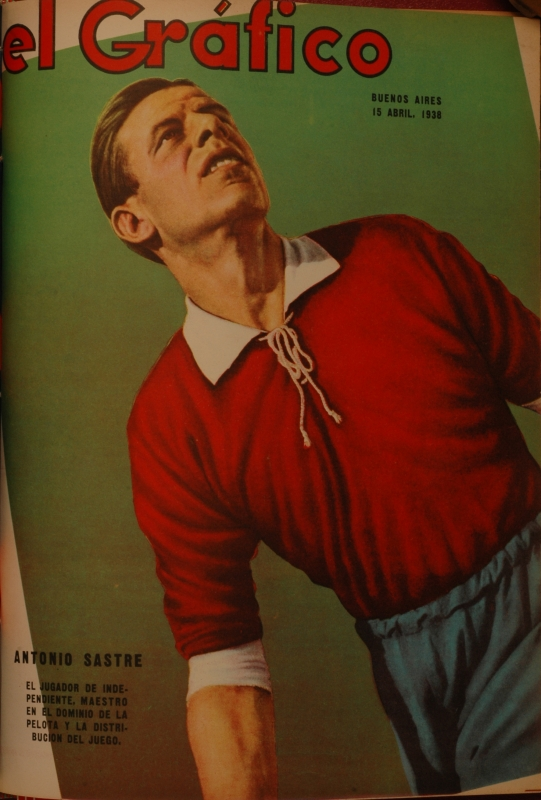
De Argentijn Antonio Sastre speelde van 1943 tot 1946 voor São Paulo.

In 1940 werd het Estádio do Pacaembu ingewijd. Het stadion bood plaats aan 70.000 toeschouwers en was toen de grootste en modernste voetbaltempel van Zuid-Amerika. Het zwaartepunt van het voetbal verplaatste zicht ook van Rio de Janeiro naar São Paulo. De club trok betere spelers aan en met sterspelers als Leônidas da Silva, Antonio Sastre, Noronha, José Carlos Bauer, Zezé Procópio, Luisinho, Rui en Teixeirinha gingen de resultaten eindelijk crescendo met een staatstitel in 1943. Na een vicetitel won de club in 1945 en 1946 twee keer op rij de titel en daarna opnieuw in 1948 en 1949. In dat laatste seizoen werd Friaça ook topschutter. Ook in 1950 was een titel nabij, maar op de voorlaatste speeldag verloren ze van Santos, waardoor ze de leiding moesten afstaan aan Palmeiras. Beide clubs troffen elkaar op de laatste speeldag, maar door een gelijkspel bleef Palmeiras aan de leiding. Een nieuwe titel volgde in 1953 en 1957. In 1956 won de club ook het Torneio Rio-São Paulo. Van 1957 tot 1959 speelde voormalige Flamengo-ster Zizinho voor de club. Gino Orlando speelde ook in deze periode voor de club en is de op één na beste topschutter in de clubgeschiedenis.

### 1960-1970: beperkt succes
In 1959 werd de Taça Brasil opgericht, voor het eerst kwam er een landelijke competitie waarin de staatskampioenen elkaar bekampten om de titel. Door de suprematie van Santos met de sterspelers Pelé, Coutinho, Jair, Pepe en Gilmar en Palmeiras met Ademir en Dudu was er in de jaren zestig enkel een bijrol weggelegd voor São Paulo en Corinthians. Geen van beide clubs kon zich plaatsen voor deze competitie.
In 1960 opende het nieuwe Estádio do Morumbi, wat enkele jaren in beslag genomen had en veel geld gekost had. Het stadion bood plaats aan 70.000 toeschouwers en werd tegen 1970 nog uitgebreid tot 140.000 plaatsen. De hoge kosten hadden wel hun weerslag op de resultaten want de club bleef lang zonder staatstitel zitten. In 1955 en 1963 won de club wel de Pequeña Taça do Mundo (kleine wereldbeker). Jurandir was een vaste waarde voor de club in de jaren zestig.
In 1967 werd het Torneio Rio-São Paulo opgedoekt en vervangen door het Torneio Roberto Gomes Pedrosa. De competitie werd uitgebreid met enkele sterke clubs van andere staten en de grootste clubs uit São Paulo en Rio de Janeiro mochten elk jaar deelnemen. De interesse in de Taça, waar ook de vele kleine clubs meededen, nam af en deze competitie werd in 1968 opgeheven. In de vier seizoenen dat de competitie, die ook een landskampioen opleverde, gespeeld werd kon São Paulo echter geen potten breken en eindigde slechts één keer in de top tien.

### De gouden jaren
Nu het grootste particuliere stadion ter wereld af was konden ze weer meer geld uitgeven aan degelijke spelers. Zo werden Toninho Guerreiro, Édson, Gérson en de Uruguyanen Pablo Forlán en Pedro Rocha aangetrokken. In 1970 werd de club wel overtuigend staatskampioen na een droogte van dertien jaar. Het jaar erop werd de titel opnieuw binnen gehaald. Dat jaar ging ook de huidige Braziliaanse competitie van start, aanvankelijk een soort mengelmoes tussen de Taça en het Torneio RGP. São Paulo plaatste zich maar nipt voor de tweede fase, maar werd daar wel groepswinnaar en plaatste zich zo voor de finaleronde met Atlético Mineiro en Botafogo. De club werd vicekampioen en plaatste zich zo voor de Copa Libertadores van het jaar erop. Hier ging de club naar de tweede groepsfase en werd daar tweede achter Independiente.
In 1973 werd de club slechts achtste in de staatscompetitie, de slechtste notering sinds 1960, maar in de Série A bereikte de club de finalegroep en werd vicekampioen achter Palmeiras. Hierdoor plaatsten ze zich opnieuw voor de Copa Libertadores, waar ze groepswinnaar werden voor Palmeiras. Ook in de tweede ronde werden ze winnaar en bereikten zo de finale tegen Independiente. Thuis konden Rocha en aanwinst van dat jaar Mirandinha de zege behalven, maar in Avellaneda verloren ze met 2-0. Er volgde een derde, beslissende wedstrijd, op neutraal terrein in Santiago de Chile, die Independiente met 1-0 won.
In 1975 speelde de club de finale om de Paulistão tegen Portuguesa en kon de heenwedstrijd winnen dankzij een goal van Rocha. In terugwedstrijd won Portuguesa dankzij een goal van Enéas waardoor er verlengingen gespeeld werden. Omdat het daar gelijk bleef volgden strafschoppen. Rocha, Serginho Chulapa en Chicão troffen raak terwijl alle drie de Portuguesa spelers misten waardoor de laatste twee penalty's niet genomen moesten worden.
Na een zwaar tegenvallend 1976 werd de club in 1977 voor het eerst landskampioen onder coach Rubens Minelli nadat de finale met strafschoppen gewonnen werd tegen Atlético Mineiro. Dit jaar begon ook Darío Pereyra bij de club. Het volgende seizoen speelde de club de finale van de Paulistão, die ze verloren van Santos. In de Copa Libertadores sneuvelde de club in de groepsfase. In de zomer van dat jaar organiseerde de voetbalbond ook de Copa dos Campeões da Copa Brasil, waaraan alle kampioenen vanaf 1971 aan zouden deelnemen, al zeiden twee teams af. São Paulo speelde de finale tegen Atlético Mineiro en verloor deze na strafschoppen. In de Série A van dat jaar eindigde de club in de derde groepsfase op een laatste plaats.
In 1979 zou er een nieuwe editie van het Torneio Rio-São Paulo gespeeld worden (hoewel deze uiteindelijk niet doorging) en de teams uit deze twee staten mochten daardoor pas in de tweede fase aan de slag in de competitie. Corinthians, São Paulo, Portuguesa en Santos eisten echter om pas in de derde fase te beginnen. Toen de voetbalbond hier niet mee akkoord ging verlieten ze de competitie, waardoor 1979 het enige seizoen is dat São Paulo niet in de Série A speelde.

### De jaren tachtig
In 1980 kon de club na vijf jaar nog eens de Paulistão winnen. Serginho Chulapa wist zowel in de heenwedstrijd, voor 122.000 toeschouwers, als in de terugwedstrijd te scoren tegen Santos. Oscar en Renato begonnen dat jaar bij de club. Serginho was ook bepalend in de titel van 1981 tegen Ponte Preta. Dat jaar bereikte de club ook de finale van de Série A, waarin Serginho de club op voorsprong bracht tegen Grêmio, maar Paulo Isidoro scoorde daarna nog twee keer voor Grêmio en ook de terugwedstrijd werd verloren waardoor ze vicekampioen werden. In de daaropvolgende Copa Libertadores moest de club de groepswinst laten aan Peñarol. In de staatscompetities van 1982 en 1983 moest de club telkens de duimen leggen in de finale van het Corinthians van Sócrates en in de Série A volgde twee keer een uitschakeling in de kwartfinales. Serginho Chulapa ruilde de club in voor Santos en het bestuur haalde daarop de veelbelovende Careca weg bij Guarani, een goede beslissing zo bleek later. In 1985 won de club opnieuw de staatstitel tegen Portuguesa, maar in de Série A kwamen twee magere jaren, ondanks de aanwezigheid van sterspeler Falcão.
In de Paulistão van 1986 werd de club slechts zesde, maar in de Série A wel opnieuw de finale bereiken, tegen Guarani. In de heenwedstrijd werd eindigde het 1-1. In de terugwedstrijd maakte Nelsinho al in de tweede minuut een owngoal waardoor Guarani op voorsprong kwam. Guarani-speler Ricardo Rocha deed amper zeven minuten later hetzelfde. De volgende 80 minuten volgde er geen goal waardoor er verlengingen kwamen. Pita kon al snel scoren maar dan maakte Guarani twee goals en leek de landstitel verloren. In de 119de minuut maakte Careca echter de gelijkmaker waardoor er strafschoppen volgden. De twee doelpuntenmakers van Guarani misten beiden hun strafschoppen waardoor São Paulo met 3-4 won.
Het jaar erop won de club opnieuw de staatstitel, maar in de Copa Libertadores werden ze laatste in hun groep. Ook in 1989 won de club de staatstitel en in de Série A verloren ze de finale tegen Vasco da Gama. In 1990 werd de finale verloren van Corinthians. Normaal zou de club zich twee jaar op rij geplaatst hebben voor de Copa Libertadores maar in deze jaren werd de winnaar van de nieuwe competitie Copa do Brasil gestuurd waardoor São Paulo telkens naast internationaal voetbal greep.

### Tijdperk Telê Santana: internationale successen
Nadat Telê Santana trainer was geworden in 1990 gingen de resultaten cresdeno voor São Paulo . De club plaatste zich voor de finale van de Paulistão van 1991 tegen rivaal Corinthians. In de heenwedstrijd zorgde Raí met een hattrick al voor een ruimze zege in de heenwedstrijd en in de terugwedstrijd bleef het 0-0. Beide wedstrijden trokken meer dan 100.000 toeschouwers. In de Série A speelde de club voor het derde jaar op rij de finale, nu tegen Bragantino, een club uit de staat São Paulo, die de afgelopen jaren furore gemaakt had. Mário Tilico scoorde het enige doelpunt in de heenwedstrijd en in de terugwedstrijd bleef het 0-0, waardoor de derde landstitel binnen was.
In de Paulistão van 1992, nu tegen andere stadsrivaal Palmeiras scoorde Raí opnieuw een hattrick, aangevuld met een goal van Cafú, het werd 2-4. In de terugwedstrijd zorgden Müller en Toninho Cerezo ervoor dat de tweede opeenvolgende titel een feit was. In de Copa Libertadores moest de club in de groepsfase landgenoot Criciúma voor laten gaan en schakelde dan Nacional uit. In de kwartfinale was Criciúma opnieuw de tegenstander, maar nu kon São Paulo de club wel uitschakelen. Nadat Barcelona SC in de halve finale uitgeschakeld werd versloeg de club in de finale Newell's Old Boys, na strafschoppen. Opnieuw vervulde Raí een erg belangrijk rol door in de terugwedstrijd te scoren nadat de heenwedstrijd verloren werd. Door deze zege speelde de club voor het eerst de intercontinentale beker tegen het FC Barcelona van onder ander Ronald Koeman en Pep Guardiola en Michael Laudrup. Christo Stoitsjkov opende de score voor de Catalanen, maar andermaal bleek Raí met twee goals de reddende engel voor de Brazilianen. Het internationale succes konden ze niet doortrekken in de competitie, waar ze vijfde eindigden.
Als titelverdediger mocht de club meteen in de tweede ronde van de Libertadores 1993 starten. Het was een heruitgave van de finale van het jaar voorheen en Newell's Old Boys won met 2-0 de heenwedstrijd, maar thuis zette São Paulo orde op zaken met een 4-0 overwinning. In de kwartfinale werd Flamengo opzij gezet en in de halve finale het Paraguayaanse Cerro Porteño. De finale werd gespeeld tegen het Chileense Universidad Católica. Voor 99.000 toeschouwers in het Morumbi verpletterde São Paulo de Chilenen met 5-1. De terugwedstrijd werd wel nog met 2-0 verloren maar de tweede opeenvolgende titel was binnen. In de intercontinentale beker was nu AC Milan de opponent. Palhinha bracht de Brazilianen op voorsprong en ook Toninho Cerezo en Müller konden nog scoren, ook Milan kon twee keer scoren. Dat jaar won de club ook de Supercopa Sudamericana 1993 tegen Flamengo en de Recopa Sudamericana 1993 tegen Cruzeiro, beide keren na strafschoppen. In de Série A eindigde de club op een vierde plaats.
In 1994 begon de club het seizoen met een tweede plaats in de staatscompetitie. In de Copa Libertadores begonnen ze opnieuw pas in de tweede ronde en werden Palmeiras, Unión Española en Olimpia Asunción opzij gezet naar een derde opeenvolgende finale. Tegenstander deze keer was het Argentijnse Vélez Sarsfield. In Buenos Aires verloor de club met 1-0, maar thuis voor 90.000 toeschouwers kon Müller de score in evenwicht brengen. De strafschoppenreeks begon al slecht met een misser voor Palhinha, terwijl de Argentijnen geen enkele keer misten. De Recopa werd wel gewonnen tegen Botafogo, dankzij goals van Leonardo, Guilherme en Euller. In de Supercopa Sudamericana 1994 verloren ze in de halve finale van Boca Juniors. Dat jaar nam São Paulo ook nog deel aan de Copa CONMEBOL en bereikte daar de finale tegen Peñarol. Thuis won de club met 6-1, waaronder een hattrick van Catê. De terugwedstrijd in Montevideo werd wel met 3-0 verloren maar de titel was toch binnen.
De motor begon te sputteren in 1995. De club speelde de finale van de Copa do Oro, een bekertoernooi dat enkele jaren gespeeld werd en verloor deze van Cruzeiro, maar in de staatscompetitie werd de club slechts vijfde en in de Série A twaalfde. In de Copa CONMEBOL vlogen ze er in de kwartfinale uit. Trainer Telê Santana werd in 1995 ziek en trok zich in 1996 definitief terug uit het voetbal.
In 1996 nam de club deel aan de Copa Master de CONMEBOL, een speciale competitie waar de vier vorige winnaars van de Copa CONMEBOL aan deelnamen. In de halve finale werd Botafogo met 7-3 verslagen en in de finale Atlético Mineiro met 3-0. In de Copa de Oro verloren ze de finale van Flamengo. In de staatscompetitie werd de club wel tweede, maar in de Série A konden ze niet de top tien behalen.

### Middelmatige periode
In 1997 werd de club vicekampioen van de Paulistaõ en bereikte de halve finale van het heringevoerde Torneio Rio-São Paulo. In de Supercopa Sudamericana 1997 bereikte de club de finale tegen River Plate. Na een scoreloos gelijkspel verloor de club de terugwedstrijd in Buenos Aires voor meer dan 100.000 toeschouwers. Dodô kon scoren, maar de Chileen Marcelo Salas scoorde twee keer voor de Argentijnen. Het volgende jaar werd de club nog eens staatskampioen en verloor de finale van het Rio-São Paulo van Botafogo. De club nam ook deel aan de eerste editie van de Copa Mercosur, maar werd hier in de groepsfase uitgeschakeld. Ook de volgende drie edities zou de club de groepsfase niet overleven.
In 1999 eindigde de club in de Série A voor het eerst sinds 1994 weer in de top tien en bereikte de halve finale om de titel, die ze verloren van Corinthians. In 2000 werd opnieuw de staatstitel bereikt en dat jaar speelde de club ook voor het eerst de finale van de Copa do Brasil, die ze verloren van Cruzeiro. In de Paulistão had de club met een achtste plaats de slechtste notering sinds 1990. Ze wonnen dat jaar wel het Torneio Rio-São Paulo en bereikten de finale van de Copa dos Campeões tegen Flamengo. In de Série A werd een respectabele zevende plaats bereikt. Kaká, Luís Fabiano en Júlio Baptista waren enkele nieuwe sterkhouders in deze periode.

### Nieuwe successen en wereldtitel
In de Série A van 2002 leek een nieuw nationaal succes binnen handbereik toen de club overtuigend winnaar van de eerste ronde werd en daarom in de kwartfinale om de titel spelen mocht tegen de achtste in de stand, Santos. Echter versloeg Santos São Paulo waardoor het seizoen er toch opzat. De club hield er wel een ticket voor de Copa Sudamericana 2003 aan over, waar ze de halve finales bereikten en verloren van River Plate. Dat jaar werd de Série A ook voor het eerst beslecht naar Europees model met een heen- en terugronde en een rechtstreekse kampioen zonder dat een lagergeklasseerd team nog de titel kon behalen via de eindronde zoals Santos een jaar eerder. Hierdoor mocht de club nog eens naar de Libertadores en werd daar groepswinnaar. In de knockout-fase versloegen ze Rosario Central, Deportivo Táchira en verloren dan in de halve finale van het Colombiaanse Once Caldas.
Door een nieuwe derde plaats in de Série A plaatste de club zich weer voor de Libertadores. In het begin van het seizoen werden ze al overtuigend staatskampioen en in de Libertadores waren ze groepswinnaar, al speelden ze wel drie keer gelijk. In de eindronde werden Palmeiras, Tigres de Guadalajara en River Plate verslaan waardoor ze de finale bereikten tegen landgenoot Atlético Paranaense. Na een 1-1 gelijkspel in de heenmatch zorgden Amoroso, Fabão, Luizão en Tardelli voor een klinkende 4-0 overwinning en een derde zege in de Copa Libertadores. Andere spelers die in deze periode voor de club speelden waren Mineiro en Josué.
Door deze overwinning mocht de club naar het WK voor clubs in Japan in december 2005. Het WK verving de intercontinentale beker en ook kampioenen uit andere werelddelen waren hier nu welkom. De Europese en Zuid-Amerikaanse kampioenen mochten wel al in de halve finale aantreden. Daar werd met 3-2 gewonnen van het Arabische Al-Ittihad. Sterspeler Amoroso scoorde tweemaal, doelman Rogério Ceni maakte vanaf de strafschopstip het derde doelpunt. In de finale versloeg São Paulo FC het Engelse Liverpool FC, de winnaar van de UEFA Champions League, met 1-0 door een goal van middenvelder Mineiro. Het internationale succes trok zich niet door in de competitie, waar ze elfde werden.
2006 werd opnieuw een goed jaar voor de club. In de Paulistão eindigde de club op één punt onder kampioen Santos en in de Libertadores baande de club zich opnieuw een weg naar de finale en versloeg onder andere Palmeiras, Estudiantes en Chivas Guadalajara. De finale werd gespeeld tegen landgenoot Internacional. In het Morumbi kwam Internacional op 0-2 voor. Edcarlos kon wel nog de aansluitingstreffer maken. In de terugwedstrijd werd het 2-2 waardoor een tweede opeenvolgende beker niet gewonnen werd. De Recopa Sudamericana werd dat jaar verloren van Boca Juniors. Thiago bracht de club wel op voorsprong, maar daarna kon Boca nog twee keer scoren. Na drie vicetitels in één seizoen kon de club wel in de Série A nog de landstitel binnen halen en dat met negen punten voorsprong op eerste achtervolger Internacional.
Internationaal ging het in 2007 wat minder met een uitschakeling in de 1/8ste finale van de Libertadores tegen Grêmio en in de Copa Sudamericana gingen ze er in de kwartfinale uit tegen het Colombiaanse Millonarios. Wel werd opnieuw de landstitel behaald. Toen de club in 2008 voor de derde opeenvolgende keer kampioen werd was het de eerste keer dat een club dit huzarenstukje in de Série A drie keer op rij kon verwezenlijken. De club werd ook recordkampioen van Brazilië, maar was die titel twee jaar later alweer kwijt toen de voetbalbond de winnaars van de Taça Brasil en Torneio Roberto Gomes Pedrosa ook als landskampioenen erkende waardoor zowel Santos als Palmeiras over São Paulo sprongen. In de Libertadores van 2008 verloor de club in de kwartfinale van Fluminense. Ook in 2009 was dat de eindfase voor de club, tegen Cruzeiro. In de Série A eindigde de club derde. In 2010 stond de club opnieuw tegenover Cruzeiro in de kwartfinales van de Libertadores, maar trok deze keer aan het langste eind om er dan tegen Internacional uit te gaan in de halve finale.

### 2010-heden

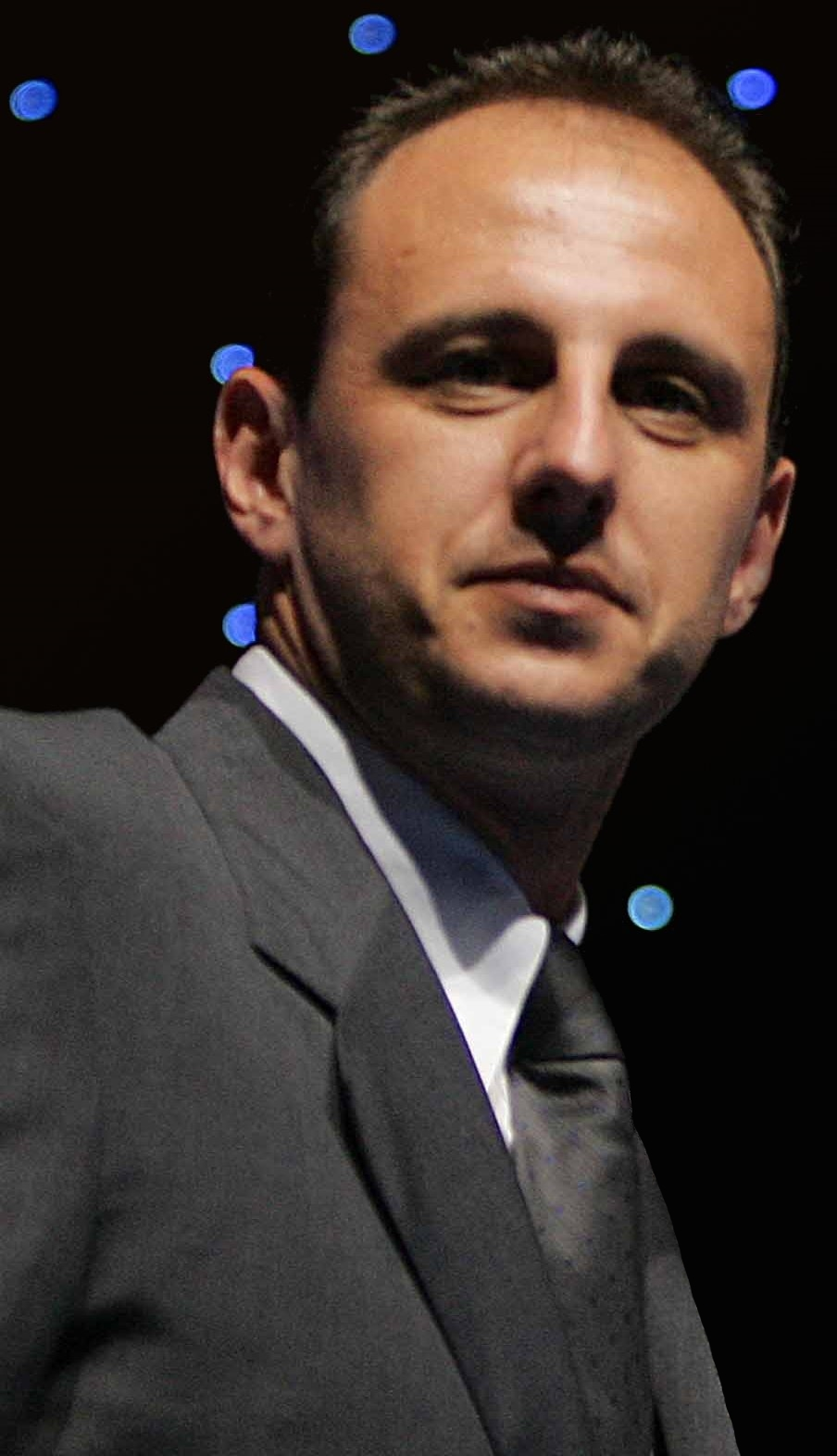
Rogério Ceni, stond 23 jaar in het doel van São Paulo

Door een negende plaats in 2010 in de Série A moest de club het jaar erop aantreden in de Copa Sudamericana 2011 en vloog er daar in de 1/8 finale uit tegen Libertad. Voor het eerst sinds 2003 nam de club ook terug deel aan de Copa do Brasil en bereikte de kwartfinale, waar ze verloren van bescheiden club Avaí. In 2012 ging het weer wat beter met de club, hoewel ze in de staatscompetitie al sinds 2005 op zoek waren naar een nieuwe titel konden ze er wel weer een internationale op hun palmares bijschrijven met een overwinning in de Copa Sudamericana 2012. In de finale nam de club het op tegen het Argentijnse Tigre. Na een 0-0 in Buenos Aires scoorden Lucas en Osvaldo in de terugwedstrijd. In de Copa do Brasil gingen ze er in de halve finale uit tegen Coritiba en in de Série A werden ze vierde. Hierdoor plaatsten ze zich voor de voorronde van de Libertadores en versloeg daar met duidelijke cijfers Bolívar. In de groepsfase raakte de club met de hakken over de sloot, door een beter doelsaldo dan Arsenal de Sarandí, in de tweede ronde waar ze eruit gekegeld werden door Atlético Mineiro. Later verloren ze de Recopa Sudamericana 2013 tegen Corinthians en de Suruga Bank Cup tegen de Kashima Antlers. In de Copa Sudamericana verloren ze in de halve finale van Ponte Preta.
In 2014 eindigde men voor het eerst sinds 2001 buiten de top vijf in de staatscompetitie. In de Copa Sudamericana verloren ze in de halve finale van het Colombiaanse Atlético Junior. In de Série A eindigde de club tweede, maar wel met een grote achterstand op kampioen Cruzeiro. Deze club schakelde hen ook opnieuw uit in de tweede ronde van de Libertadores. In de Série A eindigde de club vierde. In 2015 stopte Rogério Ceni na 23 jaar als doelman. Met 1238 wedstrijden, iets meer dan het dubbele van Waldir Peres, zal hij wellicht voor altijd de speler met de meeste wedstrijden voor de club blijven. Ook staat hij op een tiende plaats in de lijst met topschutters voor de club en is hij de doelman met de meest gemaakte doelpunten ter wereld.
2016 begon slecht met een achtste plaats in de Paulistão. In de Libertadores werd Universidad César Vallejo in de voorronde uitgeschakeld en overleefde de club ook de groepsfase. Daarna gingen Deportivo Toluca en Atlético Mineiro voor de bijl. In de halve finale neemt de club het opnieuw tegen Atlético Junior op. In 2023 won de club voor de eerste keer de Copa do Brasil.

## Erelijst
Mondiaal
- FIFA Club World Cup: 2005
- Intercontinental Cup: 1992, 1993

Internationaal
- CONMEBOL Libertadores: 1992, 1993, 2005
- CONMEBOL Sudamericana: 2012
- Copa CONMEBOL: 1994
- Supercopa Libertadores: 1993
- CONMEBOL Recopa: 1993, 1994
- Copa Master de CONMEBOL: 1996

Nationaal
- Campeonato Brasileiro Série A: 1977, 1986, 1991, 2006, 2007, 2008
- Copa do Brasil: 2023
- Supercopa Rei: 2024
- Campeonato Paulista: 1931, 1943, 1945, 1946, 1948, 1949, 1953, 1957, 1970, 1971, 1975, 1980, 1981, 1985, 1987, 1989, 1991, 1992, 1998, 2000, 2002, 2005, 2021
- Taça dos Campeões Estaduais Rio-São Paulo: 1931, 1943, 1946, 1948, 1953, 1957, 1975, 1980, 1985, 1987
- Torneio Rio-São Paulo: 2001
- Supercampeonato Paulista: 2002

## Stadion
Het stadion van São Paulo heet officieel Estádio Cícero Pompeu de Toledo (Cicero Pompeu de Toledo Stadion), hoewel het vooral bekend is onder de bijnaam Estádio do Morumbi. Het werd ingehuldigd in 1960 en had oorspronkelijk een zitcapaciteit van 120.000 personen. In 1977 werd een recordopkomst vastgesteld van 146.082 toeschouwers. Later werd de maximale capaciteit terugbracht tot 80.000 zitplaatsen en worden er om veiligheidsredenen maximaal 75.000 kaartjes per thuiswedstrijd verkocht.
De club heeft daarnaast twee oefenterreinen, één met de naam Centro de Treinamento Frederico Antônio Germano Menzen, bijgenaamd Centro de Treinamento da Barra Funda, dat meestal wordt gebruikt door de professionele ploeg. Het andere is het Centro de formação de Atletas Presidente Laudo Natel, bijgenaamd Centro de Treinamento de Cotia, dat wordt gebruikt door de jeugdteams van São Paulo Futebol Clube.

## Bekende (ex-)spelers
- Márcio Amoroso
- Fábio Aurélio
- Júlio Baptista
- Juliano Belletti
- Careca
- Cafú
- Rogério Ceni
- Cicinho
- Denílson
- Douglas
- José Edmílson
- Luís Fabiano
- Falcão
- França
- Arthur Friedenreich
- Pablo Forlán
- Adriano Leite Ribeiro
- Gérson
- Juninho
- Gustavo Hebling
- Kaká
- Leonardo
- Leônidas
- Lugano
- Muller
- Oscar
- Darío Pereyra
- Iván Piris
- José Poy
- Lucas Pratto
- Pedro Rocha
- Raí
- Serginho
- Rafael Tolói
- Toninho
- Wellington
- Wilton Cezar Xavier
- Zetti
- David Neres
- Lucas
- Serginho Chulapa
- Daniel Alves

## Bekende (ex-)trainer
- Raymond Goethals

## Supporters
Gemiddelde opkomst van São Paulo supporters in de Brazilian Championship:
| Jaar | Aantal | Jaar | Aantal | Jaar | Aantal | Jaar | Aantal | Jaar | Aantal |
| ---- | ------ | ---- | ------ | ---- | ------ | ---- | ------ | ---- | ------ |
| 1971 | 19,518 | 1981 | 41,179 | 1991 | 22,196 | 2001 | 18,085 | 2011 | 21,485 |
| 1972 | 21,270 | 1982 | 23,841 | 1992 | 20,440 | 2002 | 25,452 | 2012 |        |
| 1973 | 18,282 | 1983 | 21,643 | 1993 | 23,275 | 2003 | 12,231 | 2013 |        |
| 1974 | 8,596  | 1984 | 8,202  | 1994 | 8,992  | 2004 | 8,613  | 2014 |        |
| 1975 | 14,001 | 1985 | 12,532 | 1995 | 6,135  | 2005 | 9,805  | 2015 |        |
| 1976 | 18,266 | 1986 | 29,483 | 1996 | 7,498  | 2006 | 22,948 | 2016 |        |
| 1977 | 32,031 | 1987 | 12,907 | 1997 | 5,889  | 2007 | 28,662 | 2017 |        |
| 1978 | 11,472 | 1988 | 10,635 | 1998 | 9,430  | 2008 | 21,333 | 2018 |        |
| 1979 | -      | 1989 | 17,211 | 1999 | 19,282 | 2009 | 26,268 | 2019 |        |
| 1980 | 21,369 | 1990 | 18,243 | 2000 | 10,113 | 2010 | 14,704 | 2020 |        |

 Gemiddelde opkomst van São Paulo supporters in de Copa Libertadores:
| Jaar | Aantal | Jaar | Aantal |
| ---- | ------ | ---- | ------ |
| 1972 | 38,616 | 2004 | 56,103 |
| 1974 | 21,821 | 2005 | 48,822 |
| 1978 | 31,132 | 2006 | 50,755 |
| 1982 | 14,552 | 2007 | 26,287 |
| 1987 | 7,301  | 2008 | 36,809 |
| 1992 | 25,771 | 2009 | 38,403 |
| 1993 | 68,725 | 2010 | 42,686 |
| 1994 | 54,663 |      |        |